# Минц, Лев Абрамович
Лев Абрамович Минц (род. 1936) — советский и российский работник системы образования.

## Биография
Родился 17 января 1936 года в посёлке городского типа Чёрный Остров Хмельницкой области Украинской ССР.
Учился в поселковой средней школе, занимался общественной работой — его избирали председателем учкома. Школу окончил в 1954 году с серебряной медалью.
После окончания в 1959 году Ленинградского института киноинженеров (ныне Санкт-Петербургский государственный институт кино и телевидения), по распределению приехал вместе с женой Маргаритой в город Батайск Ростовской области. Работал в школе киномехаников преgодавателем. В 1967 году стал заместителем директора по учебно-производственной работе городского профессионально-технического училища № 27. В 1978 году был назначен директором этого училища. В этот период его работы был разработан план по строительству нового здания училища, который был сдан в эксплуатацию в 1979 году. Позже ГПТУ № 27 было реорганизовано в среднее профессиональное техническое училище (СПТУ) № 43.

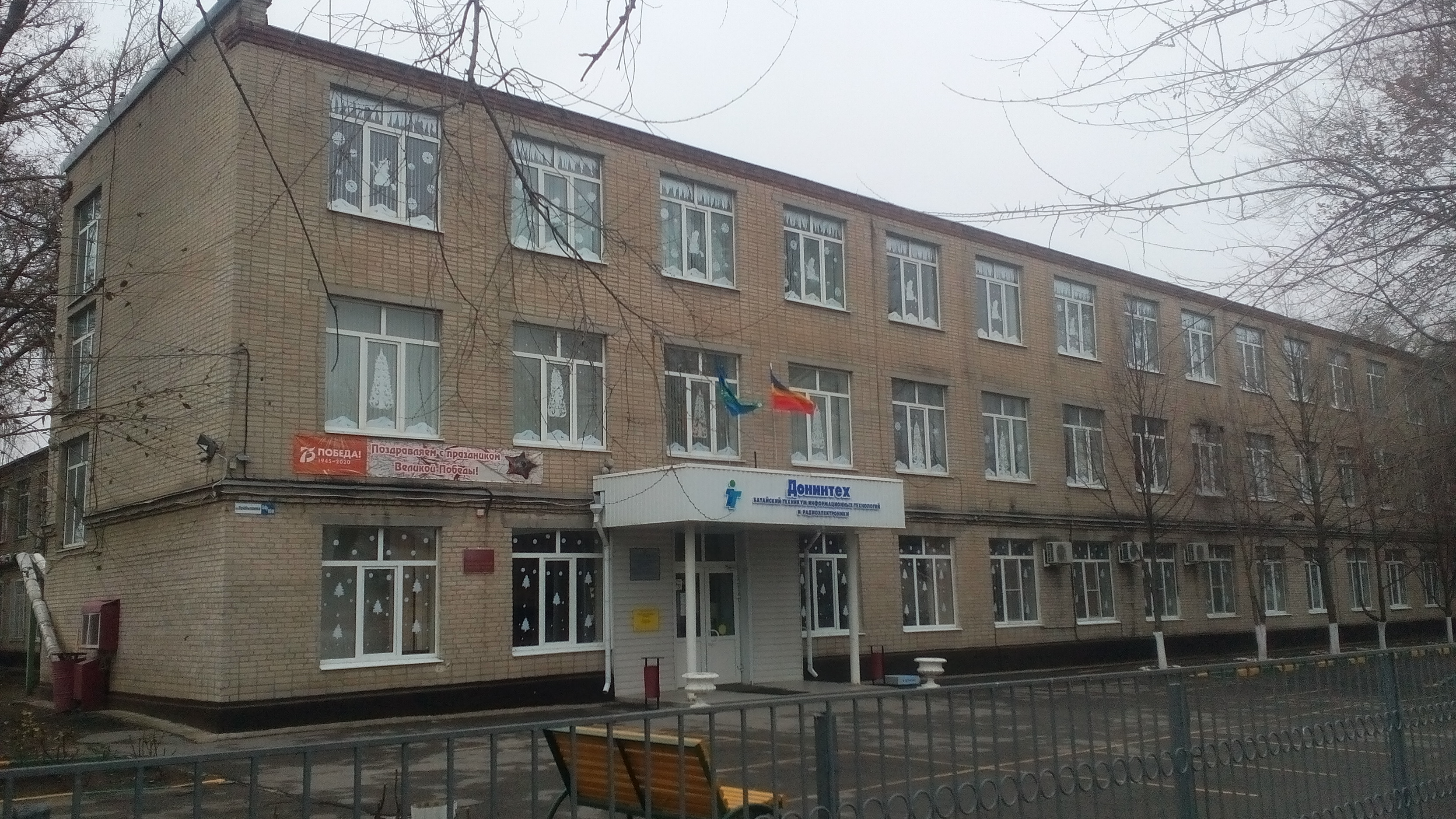
Здание Донинтеха

После распада СССР, в 1991 году, Лев Абрамович решил преобразовать училище в профессиональный лицей. Так в Батайске появился «Донской профессиональный лицей информационных технологий № 43» («ДОНИНТЕХ»), директором которого по 2011 год он являлся. Также по инициативе Л. А. Минца и при его участии в Батайске филиалы Ростовского государственного экономического университета, Московского государственного социального университета и представительство Южно-российского государственного университета экономики и сервиса (город Шахты).
После выхода на заслуженный отдых работал главным консультантом по вопросам образования и связям с общественностью управления образования города Батайска, занимается общественной деятельностью.
Автор книги «Воспоминания» (2017 год).

## Заслуги
- Заслуженный учитель профессионально-технического образования РСФСР.
- Отличник профтехобразования СССР.
- Отличник кинематографии СССР.
- Награждён медалями, а также Почетной грамотой Государственного комитета Совета Министров РСФСР по кинематографии и ЦК профсоюза работников культуры.
- Почетный гражданин города Батайска.[4][5]